# Wij wonderkinderen
Wij wonderkinderen is een hoorspel dat gebaseerd is op de film Wir Wunderkinder (1958), naar de gelijknamige in 1957 verschenen roman van Hugo Hartung. De NCRV zond het uit op maandag 9 mei 1960. De bewerking was van Rob Geraerds, Johan Bodegraven regisseerde, Mariëlle Meyer zorgde voor de bewerking van de chansons en aan de vleugel zat Ru van Veen. De uitzending duurde 80 minuten.

## Rolbezetting
- Paul Deen (verteller/zanger)
- Dick van ’t Sant (Hans Böckel)
- Peter Aryans (Bruno Tisches)
- Paul van der Lek (Siegfried Stein)
- Dogi Rugani (juffrouw Meisegeier)
- Johan Wolder (Schally Meisegeier)
- Fé Sciarone (Kirsten)
- Barbara Hoffman (Vera von Lieven)
- Dries Krijn (Rockezoll)
- Rob Geraerds (Von Lieven)
- Rien van Noppen (Roselieb)
- Nel Snel (mevrouw Roselieb)
- Rob Geraerds (Lüttjensee)
- Nina Bergsma (Ulli)
- Maarten Kapteijn (Hugo, pianist)
- Jo Vischer Jr. (een agent)
- Han König (burgemeester)
- Hans Veerman (onderwijzer)
- Betty Kapsenberg (hospita)
- Jo Vischer (een koopman)
- Elly den Haring (een meisje)
- Corry van der Linden (Doddy Meisegeier)
- Maarten Kapteijn (een kelner)
- Han König (Vogel)
- Maarten Kapteijn & Hans Veerman (studenten)

## Inhoud
1913-1955 in een kleine Duitse stad: Hans Böckel en Bruno Tisches beleven samen het einde van het Keizerrijk, de Weimarer Republiek, het Nationaalsocialisme en de eerste tien jaren na de oorlog, tot in de jaren van het Wirtschaftswunder. Terwijl de handige conjunctuurridder Bruno Tisches zich steeds winstgevend met de machtigen inlaat, blijft de journalist Hans Böckel een eerlijke idealist, die steeds de rechte weg kiest, maar succesloos is. Op een dag wordt het de journalist evenwel te veel en hij pakt in zijn krant een van de voormalige nazibonzen, de grootindustrieel Tisches, hard aan. Natuurlijk blijft zijn artikel niet zonder gevolgen...